# Tour de France 1992
Tour de France 1992 var den 79. udgave af Tour de France og blev afviklet fra 4. til 26. juli 1992. 

## Samlede resultat
|    | Rytter             | Hold                   | Tid         |
| -- | ------------------ | ---------------------- | ----------- |
| 1  | Miguel Induráin    | Team Banesto           | 100t 49' 30 |
| 2  | Claudio Chiappucci | Carrera Jeans-Vagabond | + 4.35      |
| 3  | Gianni Bugno       | Chateau d'Ax           | + 10.49     |
| 4  | Andrew Hampsten    | Motorola               | + 13.40     |
| 5  | Pascal Lino        | R.M.O.                 | + 14.37     |
| 6  | Pedro Delgado      | Team Banesto           | + 15.16     |
| 7  | Erik Breukink      | PDM-Concorde           | + 18.51     |
| 8  | Giancarlo Perini   | Carrera Jeans-Vagabond | + 19.16     |
| 9  | Stephen Roche      | Carrera Jeans-Vagabond | + 20.23     |
| 10 | Jens Heppner       | Telekom-Merckx         | + 25.30     |

## Etaperne
| Dato    | Etape    | Strækning                             | km       | Etapevinder          | Samlet           |
| ------- | -------- | ------------------------------------- | -------- | -------------------- | ---------------- |
| 4 juli  | Prolog   | San Sebastián (enkeltstart)           | 5,4 km   | Miguel Induráin      | Miguel Induráin  |
| 5 juli  | 1        | San Sebastián – San Sebastián         | 194,5 km | Dominique Arnould    | Alex Zülle       |
| 6 juli  | 2        | San Sebastián – Pau                   | 255 km   | Javier Murguialday   | Richard Virenque |
| 7 juli  | 3        | Pau – Bordeaux                        | 218 km   | Rob Harmeling        | Pascal Lino      |
| 8 juli  | 4        | Libourne – Libourne (holdtidskørsel)  | 63,5 km  | Panasonic            | Pascal Lino      |
| 9 juli  | 5        | Nogent-sur-Oise – Wasquehal           | 196 km   | Guido Bontempi       | Pascal Lino      |
| 10 juli | 6        | Roubaix – Bruxelles                   | 167 km   | Laurent Jalabert     | Pascal Lino      |
| 11 juli | 7        | Bruxelles – Valkenburg                | 196,5 km | Gilles Delion        | Pascal Lino      |
| 12 juli | 8        | Valkenburg – Koblenz                  | 206,5 km | Jan Nevens           | Pascal Lino      |
| 13 juli | 9        | Luxembourg – Luxembourg (enkeltstart) | 65 km    | Miguel Induráin      | Pascal Lino      |
| 14 juli | 10       | Luxembourg – Strasbourg               | 217 km   | Jean-Paul van Poppel | Pascal Lino      |
| 15 juli | 11       | Strasbourg – Mulhouse                 | 249,5 km | Laurent Fignon       | Pascal Lino      |
| 16 juli | Hviledag | Hviledag                              | Hviledag | Hviledag             | Hviledag         |
| 17 juli | 12       | Dole – Saint-Gervais (Mont Blanc)     | 192 km   | Rolf Järmann         | Pascal Lino      |
| 18 juli | 13       | Saint-Gervais – Sestriere             | 254,5 km | Claudio Chiappucci   | Miguel Induráin  |
| 19 juli | 14       | Sestriere – l'Alpe d'Huez             | 186,5 km | Andrew Hampsten      | Miguel Induráin  |
| 20 juli | 15       | Le Bourg-d'Oisans – Saint-Étienne     | 198 km   | Franco Chioccioli    | Miguel Induráin  |
| 21 juli | 16       | Saint-Étienne – La Bourboule          | 212 km   | Stephen Roche        | Miguel Induráin  |
| 22 juli | 17       | La Bourboule – Montluçon              | 189 km   | Jean-Claude Colotti  | Miguel Induráin  |
| 23 juli | 18       | Montluçon – Tours                     | 212 km   | Thierry Marie        | Miguel Induráin  |
| 24 juli | 19       | Tours – Blois (enkeltstart)           | 64 km    | Miguel Induráin      | Miguel Induráin  |
| 25 juli | 20       | Blois – Nanterre                      | 222 km   | Peter De Clercq      | Miguel Induráin  |
| 26 juli | 21       | Paris: La Défense – Champs-Élysées    | 141 km   | Olaf Ludwig          | Miguel Induráin  |